# Sohmer & Co.
Sohmer & Co. — известная компания по производству фортепиано, основанная в Нью-Йорке в 1872 году. Первая компания поставившее в продажу первый современный рояль, а также самоиграющих фортепиано M. Welte & Söhne. Фортепиано этой компании были у таких людей как: президент США Калвин Кулидж, композиторы Виктор Херберт и Ирвинг Берлин. В настоящее время пианино выпускает корпорация Samick Music Corporation в Корее.

## История
Хуго Сохнер (1845—1913) родился в Дуннингене, деревне близ Ротвайль, на подножии Шварцвальда в Германии. Он получил научно-литературное образование, а также научился играть на фортепиано после чего эмигрировал в Нью-Йорке в 1863 году. Там он устроился учеником по производству фортепиано на фабрику «Schuetze & Ludolff’s». В течение двух лет он путешествовал по Европе и узнавал все о производстве этих музыкальных инструментов, после чего в 1870 году вернулся в Нью-Йорке. В 1872 году в партнерстве с Йозефом Кудер (26 апреля 1831 — 24 июля 1913) он основал компанию «Sohmer & Co.». Кудер был пианистом из Вены, который работал в Нью-Йорке с 1853 года, сначала в «Steinway & Sons», потом в «Marschall & Mittauer», а затем в «Lighte, Newton & Bradburys», как мастер.